# Niederstetten
Niederstetten est une petite ville allemande située dans le nord-est du Bade-Wurtemberg.
Elle est jumelée avec la ville française Le Plessis-Bouchard.

## Géographie
Niederstetten se trouve à vingt kilomètres de Bad Mergentheim et Rothenburg ob der Tauber, ainsi qu'à douze kilomètres de Weikersheim. Ces trois villes sont situées sur la Route romantique.
Les villes les plus grandes de la région sont Wurtzbourg, situé à 50 kilomètres de Niederstetten, Stuttgart (130 kilomètres), Nuremberg (130 kilomètres) et Francfort (160 kilomètres).
Niederstetten se trouve dans un vignoble.

## Histoire
Niederstetten est mentionné la première fois dans un document en 780. Charles IV du Saint-Empire a attribué le privilège de ville en 1367. C'est ainsi que les remparts ont été construits qui se voient encore aujourd'hui et qui font partie du blason de Niederstetten.
La moitié de Niederstetten a été détruite par un bombardement en avril 1945.

## Curiosités/Particularités
- Le plus grand marché aux cochons de l'Allemagne (tous les lundis matin)
- Le château Haltenbergstetten et les remparts de Niederstetten.
- À Niederstetten se trouve un aérodrome qui est notamment fréquenté par des grandes entreprises de la région.
- Un régiment d'hélicoptères important a son siège à Niederstetten. Il fait des opérations dans des nombreuses régions instables dans le monde entier.

## Musées
À Niederstetten il y a le musée de la région, le musée Albert-Sammt et un musée sur la chasse. Dans le parc de Niederstetten, qui s'appelle Wermutshausen, se trouve un musée sur la viticulture. Le poète allemand Eduard Mörike résida de septembre 1843 à avril 1844 chez son ami, le curé Wilhelm Hartlaub. C'est pourquoi on a installé dans la maison de ce curé un salon en mémoire d'Eduard Mörike.

## Fêtes
- Le marché aux chevaux (Rossmarkt) en janvier.
- La fête de l'automne (fête de la bière) le troisième week-end en septembre.
- Le marché de Noël le deuxième week-end en décembre (jeudi à dimanche), est un des plus beaux marchés de Noël de la région.

## Jumelage
- Le Plessis-Bouchard (France) depuis 1996

Il y a des échanges au moins trois fois pendant l'année (en mai/juin, lors de la fête de l'automne à Niederstetten en septembre et lors du marché de l'Avent au Plessis-Bouchard en décembre).
En 2006, une grande fête des dix ans de jumelage a eu lieu au Plessis-Bouchard et un an plus tard, les dix ans de jumelage ont été célébrés à Niederstetten.

## Galerie

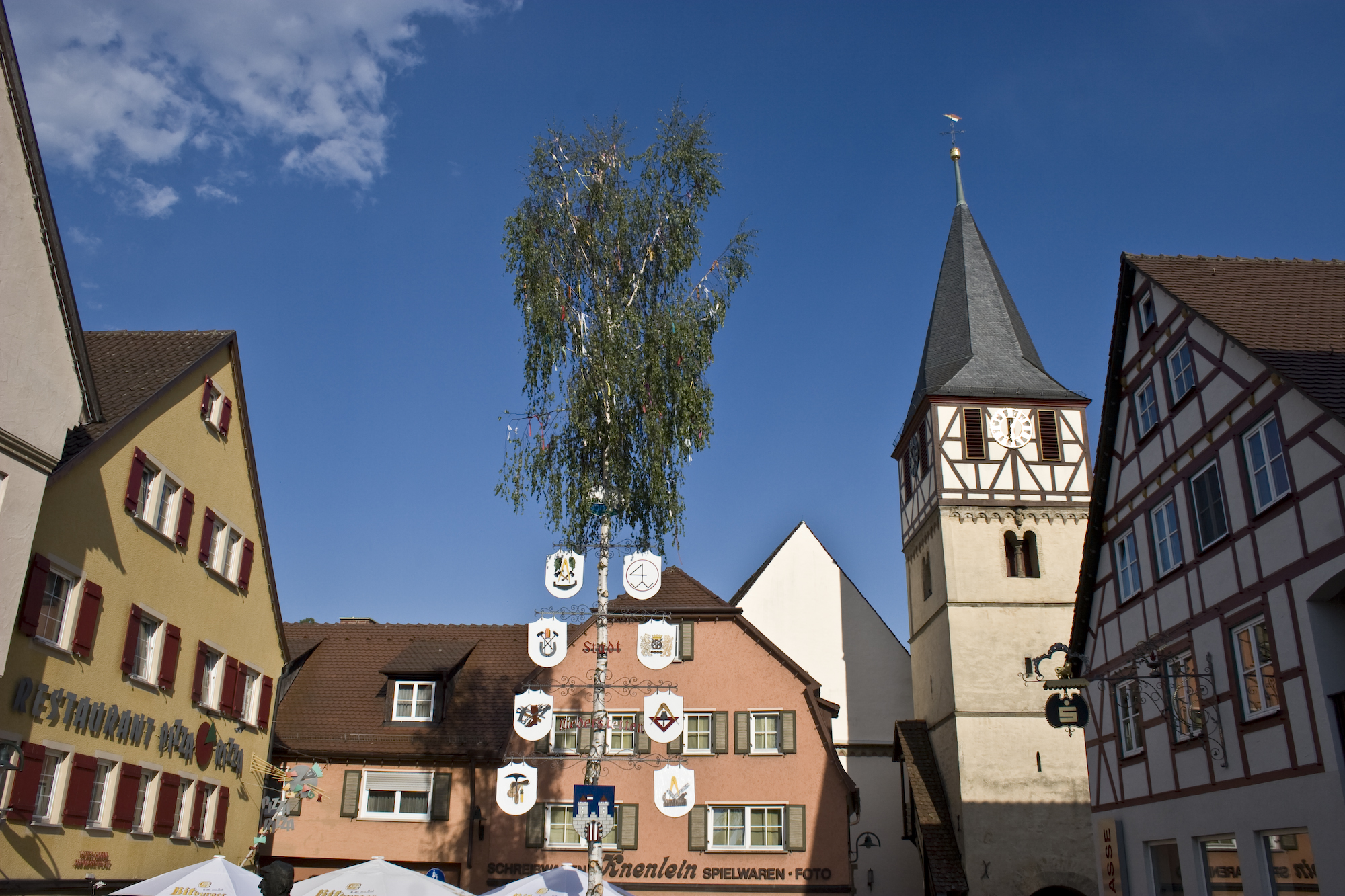
Centre-ville
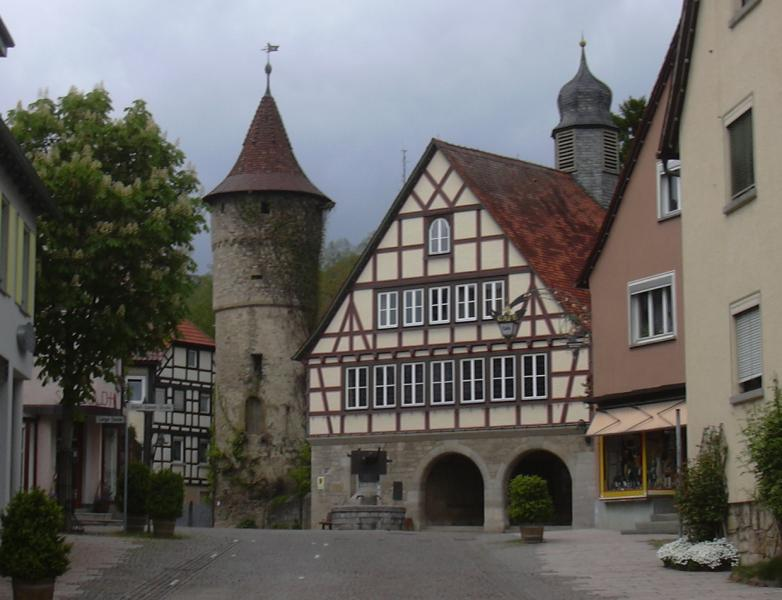
Mairie à côté de la tour Schimmelturm qui faisait partie des remparts
Niederstetten dans le Main-Tauber-Kreis